# Kościół Matki Boskiej Częstochowskiej w Ciciborze Dużym
Kościół Matki Boskiej Częstochowskiej – filialny kościół rzymskokatolicki w Ciciborze Dużym, należący do parafii bł. Honorata Koźmińskiego w Białej Podlaskiej. Wzniesiony jako cerkiew unicka, w latach 1875-1920 cerkiew prawosławna.

## Historia
Data budowy pierwszej cerkwi w Ciciborze Dużym nie jest znana. W 1655 Adam Świderski dokonał powtórnej erekcji unickiej parafii św. Praskedy w miejscowości. W 1740 budynek został odremontowany. W 1875, w ramach likwidacji unickiej diecezji chełmskiej, miejscowa parafia została przymusowo przyłączona do Rosyjskiego Kościoła Prawosławnego. Józef Pruszkowski zawarł w swoim Martyrologium opis oporu miejscowych unitów przeciwko wymuszonej konwersji. Jednym z duchownych służących w Ciciborze Dużym bezpośrednio przed likwidacją unii był Makary Chojnacki, Galicjanin, jeden z najaktywniejszych uczestników antyunickich działań zainicjowanych przez carat.
Cerkiew prawosławna w Ciciborze nosiła wezwanie św. Paraskiewy. Znajdował się w niej jednorzędowy ikonostas. W 1888, podczas wizytacji kanonicznej przeprowadzonej przez biskupa lubelskiego Flawiana, stwierdzono, że wyposażenie obiektu było ubogie, a i sam obiekt nie był w dobrym stanie technicznym.
W 1919 cerkiew ciciborska została zrewindykowana na rzecz Kościoła rzymskokatolickiego. W 1938 budynek częściowo wyremontowano, zmieniając gontowy dach na blaszany. Od 1939 do 1945 obiekt był użytkowany jako pralnia i magazyn amunicji. Rozebrana została dzwonnica i ogrodzenie wokół terenu kościelnego. W 1944 obiekt został uszkodzony podczas działań wojennych i przez kolejne jedenaście lat popadał w ruinę pozbawiony opieki. Do remontu kościoła doszło dopiero w 1955, zaś w 1980 przeprowadzono generalną renowację obiektu.

## Architektura
Budynek jest orientowany, drewniany na podmurówce ceglanej, o konstrukcji wieńcowej, oszalowany. Jest to świątynia salowa, z chórem muzycznym od strony zachodniej i trójbocznie zamkniętym pomieszczeniem ołtarzowym od wschodu, przylega do niego kwadratowa zakrystia. Wnętrze kryte jest stropem. Wszystkie okna nawy są zamknięte półkoliście, natomiast na elewacji frontowej i w ścianach prezbiterium mają kształt kół. Z wyposażenia świątyni wartość zabytkową przedstawia jedynie żeliwna kropielnica z końca XIX w..
Z unicką cerkwią w Ciciborze związany był miejscowy cmentarz tego wyznania.